# Olympia Hengelo
Pour les articles homonymes, voir Olympia.
Maillots
L'Olympia Henegelo est un club de handball situé à Hengelo. Le club possède une équipe masculine jouant en deuxième division nationale A.